# Direcció general de Recerca, Desenvolupament i Innovació
La Direcció general de Recerca, Desenvolupament i Innovació és un òrgan de gestió de la Secretaria d'Estat d'Universitats, Recerca, Desenvolupament i Innovació del Ministeri de Ciència, Innovació i Universitats.

## Funcions
La Direcció general exerceix les funcions que l'encomana l'article 4 del Reial decret 865/2018:
- Les atribucions previstes en l'article 66 de la Llei 40/2015, d'1 d'octubre.
- La proposta i gestió d'iniciatives de foment de la innovació, incloses les de circulació del coneixement i la col·laboració públic-privada.
- L'impuls a la compra pública innovadora.
- La promoció i col·laboració amb les plataformes tecnològiques en àrees estratègiques.
- La coordinació d'activitats de promoció d'àmbits estratègics en matèria d'innovació.
- L'emissió dels informes motivats previstos en el Reial decret 1432/2003, de 21 de novembre, pel qual es regula l'emissió pel Ministeri de Ciència i Tecnologia d'informes motivats relatius al compliment de requisits científics i tecnològics, a l'efecte de l'aplicació i interpretació de deduccions fiscals per activitats de recerca i desenvolupament i innovació tecnològica, sense perjudici de les competències atribuïdes a altres organismes.
- L'elaboració dels informes relatius al fet que l'ocupador reuneix les característiques adequades per realitzar activitats de R+D+i, a fi d'autoritzar la residència i treball en Espanya d'estrangers a què es refereix el Reglament de la Llei Orgànica 4/2000, sobre drets i llibertats dels estrangers a Espanya i la seva integració social, aprovat pel Reial decret 557/2011, de 20 d'abril.
- La gestió del Registre de Centres Tecnològics i Centres de Suport a la Innovació Tecnològica d'àmbit estatal.
- L'acreditació i gestió del registre de PIMES Innovadores previst en el Reial decret 475/2014, de 13 de juny, sobre bonificacions en la cotització a la Seguretat Social del personal investigador.
- L'impuls de programes conjunts amb Comunitats Autònomes i Corporacions Locals en matèria de recerca, desenvolupament i innovació, sense perjudici de les competències d'altres òrgans.
- El desenvolupament de funcions vinculades a la R+D+i en l'àmbit de la internacionalització i promoció internacional, sense perjudici de les competències de la Secretaria General de Coordinació de Política Científica.
- L'impuls de la participació espanyola als programes de foment de la R+D+i promoguts per la Unió Europea, en l'àmbit de les seves competències.
- La promoció de la col·laboració en l'àmbit de la recerca científica, el desenvolupament i la innovació tecnològica entre Universitats, centres de recerca i innovació, empreses i altres organismes i entitats.
- La planificació en l'àmbit dels Plans i Estratègies que s'efectuïn en les matèries pròpies de la competència d'aquest departament ministerial.
- L'elaboració, planificació, coordinació i seguiment de les Estratègies Espanyoles de Ciència i Tecnologia i d'Innovació i de les actuacions de l'Administració General de l'Estat en matèria de foment i coordinació de la R+D+i, inclosos els Planes Estatals de Recerca Científica i Tècnica i d'Innovació i els seus corresponents Programes Anuals d'Actuació.
- L'elaboració i difusió del Programa d'Actuació Anual de R+D+i.
- La divulgació de la Recerca, el desenvolupament i la innovació, impulsant el coneixement, per part de la ciutadania, de l'activitat desenvolupada per la comunitat científica en aquestes matèries, incloent la seva divulgació estadística.
- El desenvolupament i gestió del Sistema d'Informació sobre Ciència, Tecnologia i Innovació per a l'avaluació i seguiment del Sistema Universitari Espanyol i del Sistema Espanyol de Ciència, Tecnologia i Innovació, així com l'impuls de les activitats en aquest àmbit, tot això sense perjudici de les competències d'altres òrgans directius del departament,
- L'elaboració, foment i difusió d'estudis, enquestes, informes, indicadors i estadístiques relatius al sistema de recerca, desenvolupament i innovació sense perjudici de la coordinació d'altres òrgans directius del departament en la matèria.
- La realització d'activitats i informes de seguiment i avaluació del Sistema de Ciència, Tecnologia i Innovació, dels seus programes anuals d'actuació i de les Estratègies Espanyoles i els Planes Estatals de Recerca Científica, Tècnica i d'Innovació sense perjudici de la coordinació d'altres òrgans directius del departament en la matèria.

## Estructura
De la Direcció general depenen els següents òrgans:
- Subdirecció General de Foment de la Innovació
- Subdirecció General de Planificació, Seguiment i Avaluació

## Llista de directors generals
- Teresa Riesgo Alcaide (2018 -)[2]
- Clara Eugenia García García (2016-2018)